# Pezzaze
Pezzaze (pronunciato [pedˈdzadzɛ] o [pedˈdzazɛ], Pedhadhe in dialetto locale, Pezàze in dialetto bresciano, pronunciato [peˈzaze] o [peˈðaðe]) è un comune italiano di 1 425 abitanti dell'alta Val Trompia nella provincia di Brescia, in Lombardia.

## Storia
Nel 1502 il Comune di Pezzaze manda dei guastatori a Rovereto per conto della Serenissima Repubblica di Venezia.
Nel 1505 la Comunità di Pezzaze fece limosina per fabbricare la chiesa d'Avano; la chiesa è identificabile con S.Apollonio vetere.
Nel 1507 il Comune di Pezzaze sostiene gravi spese per le armate, spedendo soldati al servizio del Serenissimo Principe Veneto, in difesa di Bagolino e Asola, e guastatori alla Rocca d'Anfo ed a Brescia.
Demolita dalle fondamenta la chiesa precedente dedicata alla "Beata Maria Maddalena" in Lavone, a partire dal 1510 se ne fabbrica un'altra, idonea all'accresciuto numero della popolazione.
Nel 1515 a Stravignino si fabbricava l'Oratorio di S.Rocco, che in documenti successivi è chiamato S.Rocco del Consiglio.
Nel 1522 viene consacrata a Lavone la chiesa di Santa Maria Maddalena, allungata poi nel 1850.
Nel 1529 a Pezzaze c'era la peste.
Nel 1531 il Comune di Pezzaze invia degli armati nella Valle di Collio. Nel 1531, 1536, 1557 e 1576 si verificano delle alluvioni del Mella.
Il 7 aprile 1566, solennità di Pasqua, sulla porta della chiesa parrocchiale di S.Maria Maddalena di Lavone viene ucciso Pietro Filippo Richiedei; per questo omicidio la chiesa resta dissacrata.
Nel novembre 1588 il Comune di Pezzaze manda dei guastatori per la fabbrica del castello di Brescia, spendendo 20 lire e 10 soldi.
Nel 1596 il Consiglio del Comune di Pezzaze stabilisce di comminare la pena di mezzo scudo per cadauno, e per cadauna volta a chi avrà l'ardire di entrare e trattenersi nel mulino senza legittima causa con donne, sia donzelle che maritate.
A Lavone, nel 1713, in occasione della visita del vescovo Giovanni Baoder, si precisa che il parroco deve predicare in maniera più incisiva contro "gli amori disordinati, la familiare frequentazione tra i giovani di entrambi i sessi e contro l'abuso dei balli, dai quali nascono tanti mali. Pure è necessario che la popolazione partecipi di più ai divini uffici, dissuadere dalla frequenza alle osterie e dai pubblici giochi ai dadi e proibire totalmente che i fedeli portino le armi in chiesa".
Nel 1748 viene edificata a Stravignino la chiesa parrocchiale S.Apollonio.
Nel 1850 una piena del Mella devasta la valle. A Pezzoro fu rovinato il caseggiato Alzanola e a Lavone, Pezzaze e Tavernole furono distrutti mulini e fucine.
Nel 1914 viene inaugurato l'edificio delle scuole.
Tra il 1892 ed il 1922 emigrano negli Stati Uniti da Pezzaze 30 persone.
A memoria dell'attività estrattiva che ha caratterizzato il comune, la Miniera Marzoli è oggi trasformata nel Museo le miniere di Pezzaze.

### Simboli
Lo stemma e il gonfalone del comune di Pezzaze sono stati concessi con decreto del presidente della Repubblica del 30 marzo 2004.
Il gonfalone è un drappo troncato di azzurro e di bianco.
La prima raffigurazione conosciuta dello stemma comunale 
si trova negli Statute de Pesaze del 1529 , copia 
di quelli originali risalenti al 1318 oggi andati perduti. Questi primi statuti comunali sono ricordati dal libro aperto con la scritta e la data in numeri romani. Il giglio 
fiorentino e il rastrello (accompagnati dalle V e T) erano l'insegna guelfa della comunità di Valtrompia. La stadera, è stata per secoli simbolo del borgo ed è un'arma parlante che ne richiama il 
nome con la sua funzione di "pesare", in 
bresciano pesà, 
passando dal latino medioevale Pesaciis, e al bresciano Pesàse.

## Società

### Evoluzione demografica
Abitanti censiti

## Amministrazione
| Periodo        | Periodo        | Primo cittadino   | Partito      | Carica  | Note |
| -------------- | -------------- | ----------------- | ------------ | ------- | ---- |
| 23 aprile 1995 | 13 giugno 1999 | Sergio Richiedei  | lista civica | Sindaco |      |
| 13 giugno 1999 | 13 giugno 2004 | Sergio Richiedei  | lista civica | Sindaco |      |
| 13 giugno 2004 | 7 giugno 2009  | Valentino Maffina | lista civica | Sindaco |      |
| 7 giugno 2009  | 25 maggio 2014 | Sergio Richiedei  | lista civica | Sindaco |      |
| 25 maggio 2014 | 26 maggio 2019 | Oliviero Gipponi  | lista civica | Sindaco |      |
| 26 maggio 2019 | 9 giugno 2024  | Oliviero Gipponi  | lista civica | Sindaco |      |
| 10 giugno 2024 | in carica      | Marco Richiedei   | lista civica | Sindaco |      |